# Искровский сельский округ (Московская область)
Искровский сельский округ — упразднённая административно-территориальная единица, существовавшая на территории Солнечногорского района Московской области в 1994—2006 годах.
Ржавский сельсовет был образован в первые годы советской власти. По данным 1923 года он входил в состав Бедняковской волости Московского уезда Московской губернии.
В 1926 году Ржавский с/с включал село Ржавки Большие и деревню Ржавки Малые.
В 1929 году Ржавский с/с был отнесён к Сходненскому району Московского округа Московской области. При этом к нему был присоединён Матушкинский с/с.
27 сентября 1932 года в связи с ликвидацией Сходненского района Ржавский с/с был передан в Солнечногорский район.
17 июля 1939 года к Ржавскому с/с был присоединён Савёлковский сельсовет (селение Савёлки).
28 мая 1940 года Ржавский с/с был передан в новый Химкинский район.
14 июня 1954 года к Ржавскому с/с был присоединён Черногряжский с/с.
22 июня 1954 года из Андреевского с/с в Ржавский с/с было передано селение Крюково-Голубое, а из Ржавского с/с в Алабушевский сельсовет — селение Матушкино.
2 октября 1954 года в Ржавском с/с был образован посёлок Октябрьский, который при этом был выведен из состава сельсовета и передан в административное подчинение рабочему посёлку Крюково.
7 августа 1958 года в Ржавском с/с был образован посёлок Менделеево.
28 июля 1960 года Химкинский район был упразднён, а Ржавский с/с передан в воссозданный Солнечногорский район.
30 сентября 1960 года к Ржавскому с/с был присоединён Чашниковский сельсовет. При этом центр Ржавского с/с был перенесён в селение Чёрная Грязь, а сельсовет переименован в Искровский сельсовет.
26 декабря 1962 года Солнечногорский район был переименован в Солнечногорский сельский район, в состав которого вошёл Искровский с/с. При этом жилой посёлок ВНИИФТРИ и посёлок Менделеево (17 августа 1965 года был преобразован в рабочий посёлок и выведен из подчинения) были подчинены рабочему посёлку Крюково, административно подчинённому Химкам.
31 августа 1963 года к Искровскому с/с был присоединён Поярковский с/с.
21 ноября 1964 года Солнечногорский сельский район был переименован в Солнечногорский, в состав которого вошёл Искровский с/с.
3 декабря 1965 года из Искровского с/с в административное подчинение р.п. Менделеево были переданы селение Красный Воин и посёлок туристической базы.
3 февраля 1994 года Искровский с/с был преобразован в Искровский сельский округ.
23 апреля 1997 года в Искровском с/о была образована деревня Новые Ржавки. При этом посёлок Ржавки и деревня Новые Ржавки были выделены из Искровского с/о в отдельный Ржавский сельский округ.
7 июля 1999 года центр Искровского с/о был перенесён из деревни Чёрная Грязь в посёлок Лунёво.
В ходе муниципальной реформы 2004—2005 годов Искровский сельский округ прекратил своё существование как муниципальная единица. При этом все его населённые пункты были переданы в сельское поселение Лунёвское.
29 ноября 2006 года Искровский сельский округ исключён из учётных данных административно-территориальных и территориальных единиц Московской области.